# Keith Wood
Keith Gerard Mallinson Wood (Limerick, 27 de janeiro de 1972) é um ex-jogador irlandês de rugby union que jogava na posição de hooker.
É considerado um dos mais icônicos jogadores da Seleção Irlandesa de Rugby, tradicionalmente a mais fraca das seleções britânicas, tanto que a mesma ficou em jejum no Seis Nações entre 1985 e 2009, abarcando o período da carreira de Wood (1994-2003).
Pela Irlanda, jogou as Copas do Mundo de Rugby de 1995 a 2003, quando se aposentou. Tido como um líder carismático, destacou-se também nos British and Irish Lions, integrando a turnê invicta pela África do Sul em 1997, e pela Austrália, em 2001, ano em que foi o primeiro a ser eleito o melhor jogador de rugby do mundo pela International Rugby Board. Ele ainda é o único irlandês a receber o prêmio. Seu pai, o falecido pilar Gordon Wood, também defendeu a Irlanda e os Lions, na década de 1950.
A nível de clubes, Wood passou por Garryowen, Munster e, mais notadamente, pelo Harlequins. Atualmente, trabalha para a BBC e o jornal The Daily Telegraph.